# TV Eye Live 1977
TV Eye Live 1977 или (TV Eye) — концертный альбом Игги Попа выпущенный в 1978 году.

## Об альбоме
Игги взял $90 000 аванса у лейбла RCA Records, чтобы закончить свой контракт с ними концертным альбомом. По данным AllMusic, альбом был составлен из отдельных записей низкого качества. Дэвид Боуи и Игги Поп восстанавливали их в немецкой студии, быстро и дешево, заплатив около $5000. Альбом содержит записи с концертов в Agora Theatre and Ballroom, в Кливленде, штат Огайо 21 и 22 марта, 1977 года; в Aragon Ballroom (Чикаго, штат Иллинойс) 28 марта 1977 года; и в Uptown Theater (Канзас-Сити, штат Миссури) 26 октября 1977 года.
Альбом примечателен участием Дэвида Боуи на клавишных и бэк-вокале в некоторых композициях, а также на бас-гитаре и ударных.

## Список композиций
| №  | Название        | Автор(ы)             | Длительность |
| -- | --------------- | -------------------- | ------------ |
| 1. | «T.V. Eye»      | Игги Поп, Рон Эштон  | 4:22         |
| 2. | «Funtime»       | Игги Поп, Дэвид Боуи | 3:20         |
| 3. | «Sixteen»       | Игги Поп             | 3:58         |
| 4. | «I Got a Right» | Игги Поп             | 4:27         |

| №  | Название              | Автор(ы)             | Длительность |
| -- | --------------------- | -------------------- | ------------ |
| 1. | «Lust for Life»       | Игги Поп, Дэвид Боуи | 4:01         |
| 2. | «Dirt»                | Игги Поп             | 5:18         |
| 3. | «Nightclubbing»       | Игги Поп, Дэвид Боуи | 6:14         |
| 4. | «I Wanna Be Your Dog» | Игги Поп, Рон Эштон  | 4:16         |

## Участники записи
Музыканты:
- Игги Поп — вокал
- Дэвид Боуи — фортепиано (в композициях 1, 2, 6, 8)
- Рики Гардинер[англ.] — гитара (в композициях 1, 2, 6, 8)
- Стэйси Хейдон — гитара (в композициях 3, 4, 5, 7)
- Скотт Тёрстон[англ.] — гитара, фортепиано, губная гармоника, синтезатор (в композициях 3, 4, 5, 7)
- Тони Сэйлс — бас
- Хант Сэйлс — ударные

Технический персонал:
- Эдуард Мейер — звукоинженер
- Барни Ван — арт-директор
- Ян Майкл Алехандро — техник/дорожный персонал
- Верн «Moose» Констан — техник/дорожный персонал
- Роберт Джойс — техник/дорожный персонал

## Позиции в хит-парадах
Еженедельные чарты:
| Год  | Хит-парад                     | Высшая позиция | Пребывание |
| ---- | ----------------------------- | -------------- | ---------- |
| 1978 | Австралия (Kent Music Report) | 89             | нет данных |